# Паркер, Элтон Брукс
Элтон Брукс Паркер (14 мая 1852 — 10 мая 1926) — американский судья, деятель Демократическая партии, был кандидатом на президентских выборах 1904 года, где проиграл действовавшему на тот момент президенту Теодору Рузвельту.
Родился на севере штата Нью-Йорк. Был главным судьей в Кингстоне с 1898 до 1904 года. Ушел в отставку, чтобы баллотироваться на пост президента. В 1904 году победил на праймериз либерального издателя Уильяма Рэндольфа Херста и стал кандидатом на должность президента Соединенных Штатов от Демократической партии. В ходе предвыборной кампании Паркер выступал против популярного действующего президента Теодора Рузвельта от Республиканской партии. Его кампания была неорганизованной и неэффективной, в результате чего Паркер проиграл выборы, набрав 140 голосов выборщиков против 336, и одержал победу только в традиционно демократическом «монолитном Юге». После выборов вернулся в юриспруденцию. Управлял кампанией Джона Дикса на пост губернатора штата Нью-Йорк в 1910 году. Был прокурором в ходе импичмента его преемника, губернатора Уильяма Зульцера в 1913 году.

## Ранние годы
Паркер родился в Кортленде, Нью-Йорк. Отец — Джона Брукса Паркера, фермер. Мать — Харриет Ф. Стрэттон. Его родители были хорошо образованными, поэтому поощряли чтение с раннего возраста. В возрасте 12 или 13 лет Паркер наблюдал за тем, как его отец заседал в качестве присяжного, и решил стать юристом. Однако, сначала он получил профессию учителя и преподавал в школе Бингемтона. Там он обручился с Мэри Луиз Шунмейкер. Паркер женился на Шунмейкер в 1872 году и стал клерком в Schoonmaker & Hardenburgh — юридической фирме, где один из ее родственников был старшим партнером. Затем он поступил в Школу права Олбани (англ. Albany Law School) в Союзном университете (англ. Union University) в Нью-Йорке. Окончив ее в 1873 году со степенью бакалавра, он занимался юридической практикой в Кингстоне до 1878 года в должности старшего партнера фирмы Parker & Kenyon.
В это время Паркер стал активным членом Демократической партии. Он был одним из первых сторонников будущего губернатора Нью-Йорка и президента США Гровера Кливленда. Паркер был делегатом на Национальном съезде Демократической партии 1884, где Кливленд стал кандидатом на пост президента. После съезда Кливленд победил республиканца Джеймса Блейна. За это время Паркер стал протеже Дэвида Б. Хилла и осуществлял управление его губернаторской кампанией, по итогам которой Хилл победил.

## Судебная карьера
После избрания Хилл назначил Паркера на должность в Верховном суде Нью-Йорка, которая стала вакантной после смерти судьи Теодора Уэстбрука. В 1886 году Паркер был избран на должность судьи, которую занимал впоследствии 14 лет. Спустя три года Паркер был назначен Хиллом судьей апелляционного суда. В ноябре 1897 года Паркер успешно баллотировался на пост главного судьи апелляционного суда, победив республиканца Уильяма Джеймса Уоллеса.
На должности судьи Паркер считался сторонником труда и был активным сторонником социальных реформ в законодательстве, например, выступал в защиту конституционного статуса закона о максимуме рабочих часов. В 1902 году в решении по процессу Роберсон против Rochester Folding Box Co, Паркер не удовлетворил требования девушки, чье лицо было использовано в рекламе без ее разрешения, постановив, что такое использование не нарушает ее общие права на конфиденциальность. Это решение не было принято благосклонно прессой и привело к принятию в следующем году закона о конфиденциальности штата Нью-Йорк. В том же году Паркер оставил в силе смертный приговор, вынесенный Марте Плейс за убийство. Она стала первой женщиной, казненной на электрическом стуле.
Пока Паркер находился в должности главного судьи, он вместе с женой продал свой дом и купил имение в городе Эсопус на Гудзоне, назвав дом «Роузмаунт». У них родились дочь и сын, который умер в детстве от столбняка.

## Кандидат в президенты
По мере приближения президентских выборов 1904 года демократы искали кандидата, который мог выступить против популярного республиканского президента Теодора Рузвельта, и Паркер рассматривался как один из возможных кандидатов. Военный министр США Элиу Рут говорил о Паркере, что он «никогда не открывал рот ни по одному национальному вопросу», однако Рузвельт, опасаясь, что нейтральность может оказаться политическим преимуществом, писал, что «нейтральная тональность индивидуума очень полезна для победы над человеком с выраженными взглядами и активной жизнью».
Национальный съезд Демократической партии в 1904 г. был проведён в июле в городе Сент-Луис. Наставник Паркера Дэвид Б. Хилл провалил свою попытку стать кандидатом в 1892 году. Сейчас он возглавил кампанию за выдвижение своего протеже. Уильям Дженнингс Брайан, который был побежден Уильямом Мак-Кинли в 1896 и 1900 годах, больше не считался делегатами съезда возможным кандидатом. Радикалы в партии поддерживали издателя Уильяма Рэндольфа Херста, но ему не хватало голосов из-за противоборства со стороны Брайана и Таммани-холла, мощной нью-йоркской политической машины. Небольшие группы делегатов обещали поддержку другим кандидатам, включая сенатора Миссури Фрэнсиса Кокрелла; Ричарда Олни, госсекретаря Гровера Кливленда; Эдварда К. Уолла, бывшего конгрессмена от штата Висконсин; и Джорджа Грея, бывшего сенатора из Делавера. Другие делегаты говорили о выдвижении Кливленда, который уже служил два непоследовательных срока, однако Кливленд больше не пользовался поддержкой вне партии и даже внутри нее из-за разногласий с Брайаном.
Долгая служба Паркера в должности судьи оказалась преимуществом для его выдвижения, так как он избегал принимать решения по вопросам, которые могли бы разделить партию, особенно в отношении валютных стандартов. Хилл и другие сторонники Паркера специально не распространялись об убеждениях их кандидата. К тому времени, когда съезд проголосовал, было понятно, что ни один кандидат, кроме Паркера, не может объединить партию. Он был выбран в первом туре голосования. Генри Г. Дэвис, пожилой миллионер из Западной Вирджинии и бывший сенатор, был выбран кандидатом на пост вице-президента в надежде, что он хотя бы частично поможет финансированию кампании Паркера.
На съезде шли дебаты о том, надо ли включать пункт о «свободном серебре» в платформу кампании, что подразумевало выступление против золотого стандарта и призы к правительству выпускать большее количество серебряных долларов. Движение «свободного серебра», ключевая идея партии в 1896-х и 1900-х годах, пользовалось популярностью у западных фермеров, которые считали, что инфляция поможет им погасить долги. Интересы бизнеса, напротив, предполагали более низкую инфляцию, возможную при золотом стандарте. Брайан, известный своей речью 1896 года «Золотой крест», направленной против золотого стандарта, ожесточенно боролся против включения золотого стандарта в партийную платформу в 1904 году. В конечном итоге съезд не стал включать пункт на эту тему.
Однако, пытаясь завоевать поддержку восточной фракции «здоровых денег», Паркер немедленно отправил телеграмму на съезд, узнав о выборе своей кандидатуры, что он считает золотой стандарт установившимся «крепко и бесповоротно», и он отзовет свою кандидатуру, если не сможет заявлять об этом в ходе своей кампании. Телеграмма вызвала новые споры и новое сопротивление от Брайана, но, в конечном итоге, съезд ответил Паркеру, что тот может говорить по этому вопросу как ему заблагорассудится.

## Кампания
После выбора в кандидаты Паркер ушел в отставку. 10 августа ему в Роузмаунте нанесла формальный визит делегация старейшин партии, чтобы сообщить о выдвижении его кандидатуры. После этого Паркер выступил с речью, в которой критиковал Рузвельта за участие его администрации в турецких и марокканских делах и в невозможности указать дату, когда Филиппины станут независимыми от американского контроля. Эта речь сторонниками Паркера отмечалась как безличная и скучная. Историк Льюис Л. Гулд описал речь как «фиаско» для Паркера, от которого кандидат не смог восстановиться. После этого выступления Паркер снова прибегнул к стратегии молчания, избегая комментариев по всем основным вопросам.
Вскоре стало понято, что кампания Паркера организована плохо. Паркер и его советники решили провести «кампанию на переднем крыльце». Для этого делегации должны были прибыть в Роузмаунт, где проходили выступления Паркера, подобно успешной кампании 1896 года Маккинли. Однако из-за отдаленного местоположения города Эсопус и неэффективного использования кампанией средств для привлечения сторонников, Паркера посетило мало делегатов. Вместо того, чтобы озвучивать проблемы, взгляд на которые бы выявил отличия между сторонами, демократы предпочли критиковать характер Рузвельта. Кампания Паркера также не смогла охватить традиционные демократические избирательные блоки, такие как ирландских иммигрантов. Джон Хей, государственный секретарь Рузвельта, писал Генри Адамсу о плохой кампании Паркера, называя ее «самой абсурдной политической кампанией нашего времени».
За месяц до выборов Паркер узнал о большом количестве пожертвований корпораций, о которых ходатайствовал Кортелоу в поддержку кампании Рузвельта, и сделал «кортелоуизм» темой своих выступлений, обвиняя президента в том, что он был неискренним в своих усилиях по борьбе с монополиями. В конце октября он также отправился с серией выступлений по ключевым штатам, Нью-Йорку и Нью-Джерси, в которых он повторял «бесстыдное изобличение президента в готовности пойти на компромисс с достоинством». Рузвельт в ярости опубликовал заявление, в котором критика Паркера была названа «чудовищной» и «клеветнической».
8 ноября Рузвельт победил с результатом 7 630 457 голосов против 5 083 880. Рузвельт выиграл в каждом северном и западном штате, включая Миссури, набрав в общей сложности 336 голосов выборщиков. Паркер выиграл только на традиционно демократическом «Монолитном Юге», собрав 140 голосов выборщиков. Паркер направил свои поздравления Рузвельту той же ночью и вернулся к частной жизни.
В книге Ирвинга Стоуна 1943 года «Они также баллотировались» о побежденных кандидатах в президенты автор заявил, что Паркер стал единственным побежденным кандидатом в президенты в истории, о котором не была написана биография. Стоун предположил, что Паркер был бы эффективным президентом, и выборы 1904 года были одним из немногих в американской истории, в которых у избирателей были два первоклассных кандидата. Стоун отметил, что американцы больше любили Рузвельта из-за его красочного стиля.

## Дальнейшая жизнь
После выборов Паркер возобновил юридическую практику и был президентом Американской ассоциации адвокатов с 1906 по 1907 год. Он представлял профсоюзы в нескольких судебных делах, наиболее заметным среди которых стало дело Loewe v. Lawlor, получившее известность как «дело Дэнбери Хэттерса». В этом деле производитель меховых головных уборов DE Loewe & Company произвел попытку к принуждению выполнения политики открытого магазина. Когда профсоюзы начали бойкотировать компанию, она подала в суд на профсоюз United Hatters of North America за нарушение Закона о антимонопольном законодательстве Шермана. Консервативный Верховный суд США постановил, что профсоюз мешает торговле. Паркер умер от сердечного приступа во время поездки на своем автомобиле через Центральный парк в Нью-Йорке, не дожив четырех дней до своего 74-летия. Он похоронен на кладбище Вилтвик в Кингстоне.

### Цитаты
1. ↑  Find a Grave (англ.) — 1996.
2. 1 2 3  Robert M. Mandelbaum; Robert M. Mandelbaum. Alton Brooks Parker. New York State Unified Court System. Дата обращения: 29 апреля 2013. Архивировано 29 апреля 2013 года.
3. 1 2 3  Appellate Division First Department: Alton B. Parker. New York State United Court System. Дата обращения: 29 апреля 2013. Архивировано 29 апреля 2013 года.
4. ↑  Alton B. Parker. Encyclopædia Britannica. Дата обращения: 29 апреля 2013. Архивировано 29 апреля 2013 года.
5. 1 2 3  Morris, 2010, p. 340.
6. ↑  Morris, 2010, p. 327.
7. ↑  Morris, 2010, p. 339.
8. ↑  Dalton, 2002, p. 263.
9. 1 2  Gould, 1991, p. 137.
10. 1 2  Gould, 1991, p. 138.
11. ↑  Morris, 2010, p. 342.
12. ↑  Morris, 2010, pp. 340–41.
13. ↑  Morris, 2010, pp. 349–50.
14. 1 2  Gould, 1991, p. 139.
15. ↑  Morris, 2010, p. 360.
16. ↑  Morris, 2010, p. 361.
17. ↑  Morris, 2010, p. 362.
18. ↑  Stone, Irving. They Also Ran, 2nd edition. Garden City, NY: Doubleday, 1968.
19. ↑  Judge Parker Dies in His Auto in Park - Democratic Nominee for the Presidency in 1904 Succumbs at 73 to Heart Disease - On Way To Country Home - Only Recently Recovered From Pneumonia, He Was Riding Through Central Park. New York Times. 11 мая 1926. p. 1 (subscription required. Дата обращения: 9 октября 2016.

### Первичные источники
- Cunniff, M.G. Alton Brooks Parker: The Probable Democratic Candidate for President (англ.) // The World's Work: A History of Our Time[англ.] : magazine. — 1904. — June (vol. VIII). — P. 4923—4932.